# Корректно поставленная задача
Корректно поставленная задача в математике — прикладная задача, математическое решение которой существует, единственно и устойчиво. Происходит от определения, данного Жаком Адамаром, согласно которому математические модели физических явлений должны иметь следующие свойства:
1. Решение существует.
2. Решение единственно.
3. Решение непрерывно зависит от данных в некоторой разумной топологии.

Некорректно поставленная задача — задача, не обладающая каким-либо из свойств корректно поставленной задачи.
Примерами типичных корректно поставленных задач являются задача Дирихле для уравнения Лапласа и уравнение диффузии с заданными начальными условиями. Они могут рассматриваться как «естественные» задачи — в том смысле, что существуют физические процессы, описываемые решениями данных задач. С другой стороны, обратная задача для уравнения диффузии — нахождение предыдущего распределения температуры по конечным данным — не является корректно поставленной, потому как её решение очень чувствительно к изменениям конечных данных.
Некорректно поставленными весьма часто оказываются обратные задачи. Подобные непрерывные задачи часто приходится дискретизировать, чтобы получить численное решение. Несмотря на то, что с точки зрения функционального анализа такие задачи обычно являются непрерывными, они могут быть подвержены неустойчивости численного решения при вычислениях с конечной точностью или при ошибках в данных. Некорректные задачи могут возникать при обработке геофизических, геологических, астрономических наблюдений, при решении проблем оптимального управления и планирования.
Даже если задача является корректно поставленной, она всё ещё может быть плохо обусловленной, то есть небольшая ошибка в начальных данных способна привести к много бо́льшим ошибкам в решениях. Плохо обусловленные задачи отличаются больши́м числом обусловленности.
Если задача корректно поставлена, то имеется неплохой шанс её численного решения с использованием устойчивого алгоритма. Если же задача поставлена некорректно, то её постановку нужно изменить; обычно для этого вводятся некоторые дополнительные предположения (такие, как предположение о гладкости решения). Данная процедура называется регуляризацией, причём наиболее широко используется регуляризация Тихонова, применимая к линейным некорректно поставленным задачам.